# Anthonotha isopetala
Anthonotha isopetala är en ärtväxtart som först beskrevs av Hermann August Theodor Harms, och fick sitt nu gällande namn av J.Leonard. Anthonotha isopetala ingår i släktet Anthonotha och familjen ärtväxter. Inga underarter finns listade i Catalogue of Life.